# آرثر إدوارد بوتس
آرثر إدوارد بوتس هو عسكري كندي، ولد في 24 أكتوبر 1890 في نورثمبرلاند في المملكة المتحدة، وتوفي في 1983 في كينغستون في كندا.